# 住吉神社 (河内長野市)
住吉神社（すみよしじんじゃ）は、大阪府河内長野市小山田町にある神社。旧社格は郷社

## 祭神
- 住吉大神
- 息長足姫命（神功皇后）
- 武内宿禰

## 歴史
本殿は神功皇后により建立されたと伝えられ、1813年（文化10年）に流造に立て替えられた。

## 祭事
旧小山田村・下里村・天野村・与通（現小山田町、下里町、天野町）を氏地としており、現在は毎年体育の日（10月第二月曜日）に馬駆神事が執り行われる。この神事は神功皇后征韓の祝賀のために裸馬の競走を催したことから始まるとされており、氏子が奉納された馬の手綱を取って約200ｍの馬場を駆け抜けるものである。

## 現地情報
所在地
- 大阪府河内長野市小山田町453

交通アクセス
- 最寄駅：南海高野線千代田駅下車後南海バス緑ヶ丘線「緑ヶ丘北町行き（20系統）」に乗車し、バス停「神社前」または「福祉センターあかみね」下車からすぐ。